# Тріадельфія (Західна Вірджинія)
Тріадельфія (англ. Triadelphia) — місто (англ. town) в США, в окрузі Огайо штату Західна Вірджинія. Населення — 669 осіб (2020).

## Географія
Тріадельфія розташована за координатами 40°2′32″ пн. ш. 80°36′50″ зх. д. / 40.04222° пн. ш. 80.61389° зх. д. (40.042280, -80.614019).  За даними Бюро перепису населення США в 2010 році місто мало площу 1,75 км², з яких 1,74 км² — суходіл та 0,00 км² — водойми.

## Демографія
Згідно з переписом 2010 року, у місті мешкало 811 особа в 373 домогосподарствах у складі 221 родини. Густота населення становила 464 особи/км².  Було 402 помешкання (230/км²).
Расовий склад населення:
| - 95,1 % — білих - 3,1 % — чорних або афроамериканців - 0,1 % — азіатів |

До двох чи більше рас належало 1,6 %. Частка іспаномовних становила 1,0 % від усіх жителів.
За віковим діапазоном населення розподілялося таким чином: 22,2 % — особи молодші 18 років, 62,5 % — особи у віці 18—64 років, 15,3 % — особи у віці 65 років та старші. Медіана віку мешканця становила 40,0 року. На 100 осіб жіночої статі у місті припадало 95,4 чоловіків;  на 100 жінок у віці від 18 років та старших — 99,1 чоловіків також старших 18 років.
Середній дохід на одне домашнє господарство  становив 39 986 доларів США (медіана — 29 063), а середній дохід на одну сім'ю — 48 045 доларів (медіана — 41 250). Медіана доходів становила 29 333 долари для чоловіків та 26 397 доларів для жінок. За межею бідності перебувало 21,6 % осіб, у тому числі 37,4 % дітей у віці до 18 років та 9,5 % осіб у віці 65 років та старших.
Цивільне працевлаштоване населення становило 323 особи. Основні галузі зайнятості: роздрібна торгівля — 26,0 %, освіта, охорона здоров'я та соціальна допомога — 14,9 %, транспорт — 12,4 %.